# Setagaya
Setagaya (世田谷区, Setagaya-ku) és un municipi i districte especial de Tòquio, a la regió de Kantō, Japó. Degut a la seua condició de municipi, Setagaya també és conegut en anglés i oficialment pel govern local com a "ciutat de Setagaya" (Setagaya City). Actualment (2022), Setagaya és el districte especial més populós de tot Tòquio amb 938.427 habitants.

## Geografia

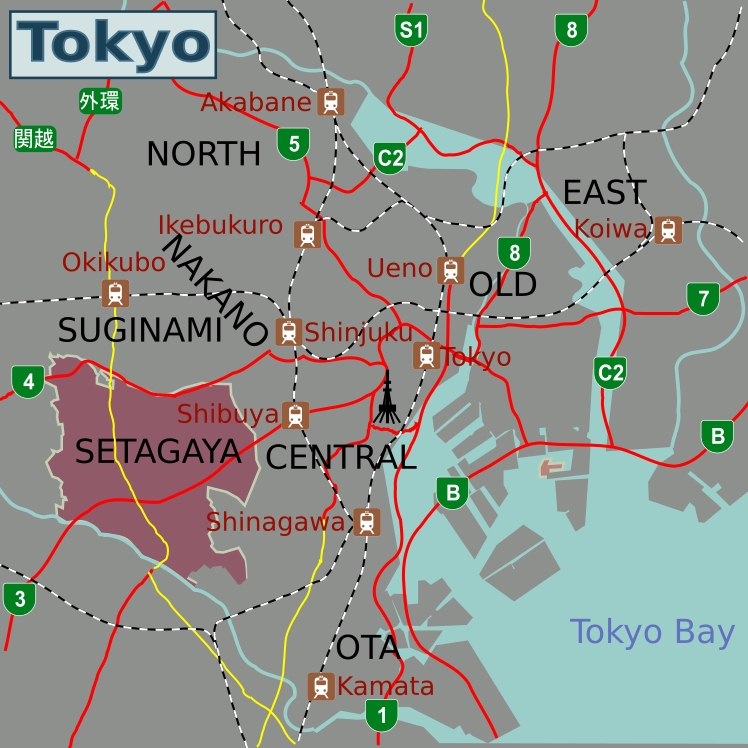
Mapa de Setagaya

Setagaya es troba a la cantonada sud-occidental de la regió dels districtes de Tòquio, amb el riu Tama fent de frontera natural amb la prefectura de Kanagawa. La majoria del seu territori es troba sobre l'altiplà de Musashino. El terme municipal de Setagaya limita amb els de Suginami al nord; amb Shibuya i Meguro a l'est; amb Ōta i Kawasaki (Kanagawa) al sud i amb Komae, Chōfu i Mitaka a l'oest.

### Barris

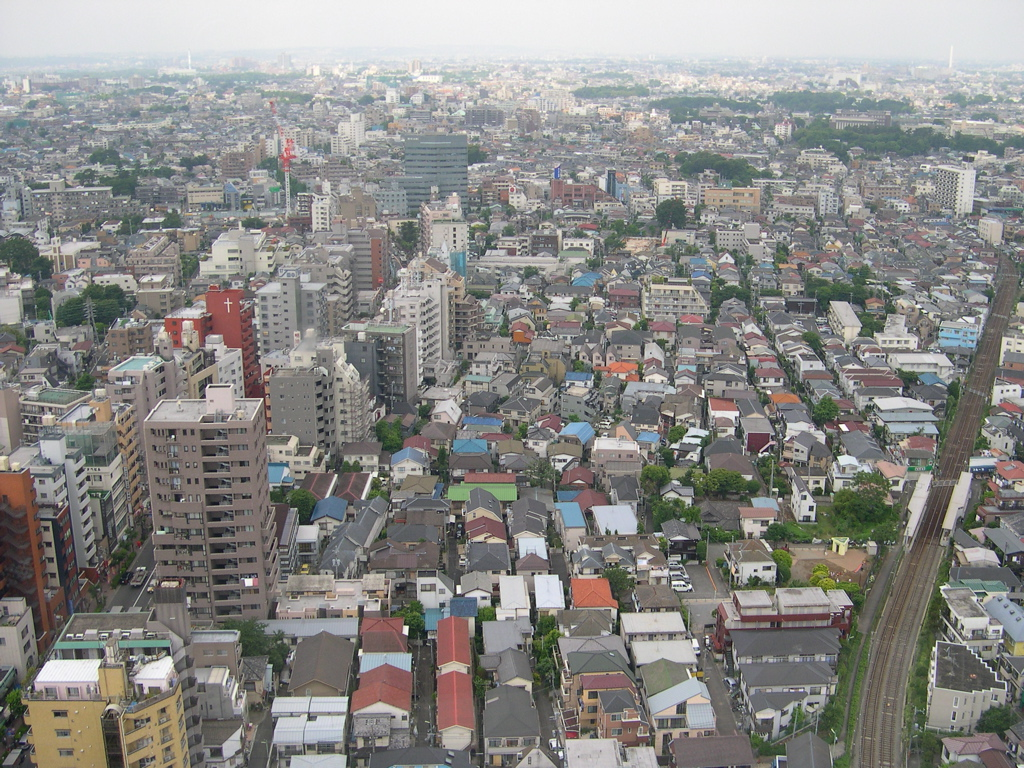
Vista del sud de Setagaya des de la Carrot Tower

Aquests són els barris del districte de Setagaya:
- Akatsutsumi (赤堤)
- Ikejiri (池尻)
- Unane (宇奈根)
- Umegaoka (梅丘)
- Ōkura (大蔵)
- Ōhara (大原)
- Okamoto (岡本)
- Okusawa (奥沢)
- Oyama-dai (尾山台)
- Kasuya (粕谷)
- Kamata (鎌田)
- Kami-Uma (上馬)
- Kami-Kitazawa (上北沢)
- Kami-Soshigaya (上祖師谷)
- Kami-Noge (上野毛)
- Kami-Yōga (上用賀)
- Kita-Karasuyama (北烏山)
- Kitazawa (北沢)
- Kitami (喜多見)
- Kinuta (砧)
- Kinuta-kōen (砧公園)
- Kyūden (給田)
- Kyōdō (経堂)
- Gōtokuji (豪徳寺)
- Komazawa (駒沢)
- Komazawa-kōen (駒沢公園)
- Sakura (桜)
- Sakuragaoka (桜丘)
- Sakura-shinmachi (桜新町)
- Sakura-jōsui (桜上水)
- Sangenjaya (三軒茶屋)
- Shimo-Uma (下馬)
- Shinmachi (新町)
- Seijō (成城)
- Seta (瀬田)
- Setagaya (世田谷)
- Soshigaya (祖師谷)
- Taishidō (太子堂)
- Daizawa (代沢)
- Daita (代田)
- Tamagawa (玉川)
- Tamagawa-dai (玉川台)
- Tamagawa-Den'en-Chōfu (玉川田園調布)
- Tamazutsumi (玉堤)
- Chitose-dai (千歳台)
- Tsurumaki (弦巻)
- Todoroki (等々力)
- Nakamachi (中町)
- Noge (野毛)
- Noge (野沢)
- Hachimanyama (八幡山)
- Hanegi (羽根木)
- Higashi-Tamagawa (東玉川)
- Fukasawa (深沢)
- Funabashi (船橋)
- Matsubara (松原)
- Mishuku (三宿)
- Minami-Karasuyama (南烏山)
- Miyasaka (宮坂)
- Yōga (用賀)
- Wakabayashi (若林)

## Història
Durant el període Edo, l'àrea estava ocupada per 42 poblats. A partir de 1871, les parts central i oriental van passar a formar part de la prefectura de Tòquio, mentre que el nord i l'occident van quedar a la prefectura de Kanagawa. El 1893, algunes àrees de Kanagawa va passar també a la prefectura de la capital. Setagaya va obtenir els seus límits actuals amb la formació del barri de Setagaya el 1932 (un barri comú) a l'antiga ciutat de Tòquio, i la posterior consolidació del barri el 1936.

## Administració

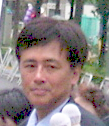
Nobuto Hosaka, actual alcalde des de 2011

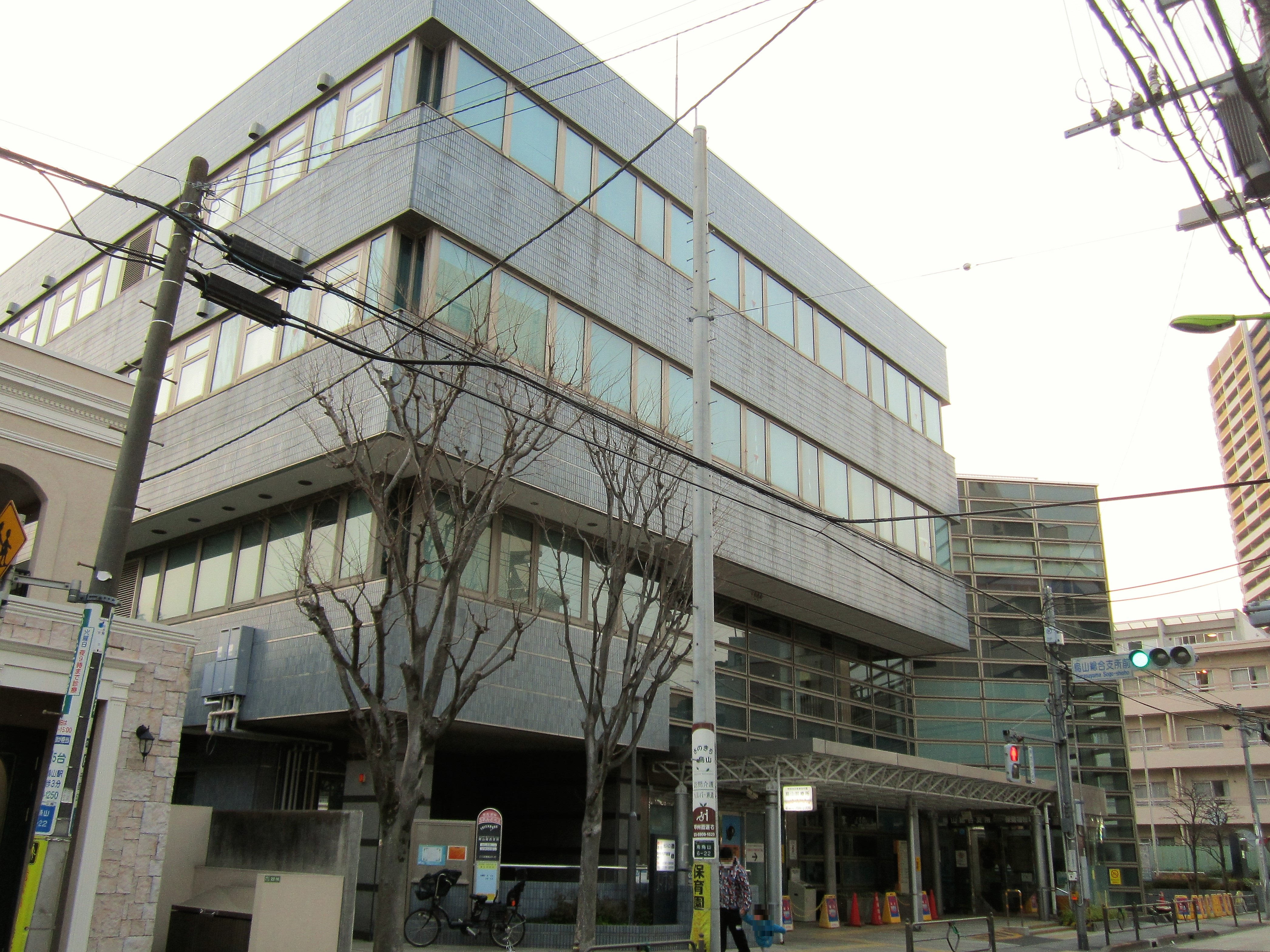
Sucursal de l'Ajuntament de Setagaya a Karasuyama

### Alcaldes
A continuació es presenta una relació dels alcaldes electes:
- Toshio Sakurai (1932-1933)
- Mintoku Okano (1933-1936)
- Seishichi Katō (1936-1937)
- Kenjirō Takada (1937-1937)
- Misao Irie (1937-1938)
- Katsuma Ōkura (1938-1942)
- Kōsei Kōno (1942-1945)
- Shigeru Tomita (1945-1946)
- Tamotsu Tamura (1946-1947)
- Yū Yamagishi (1947-1947)
- Tamotsu Tamura (1947-1953)
- Takeshi Nagashima (1953-1959)
- Yasufusa Sano (1959-1975)
- Keiji Ōba (1975-2003)
- Noriyuki Kumamoto (2003-2011)
- Nobuto Hosaka (2011-present)

### Assemblea
| Assemblea de Setagaya (2019-2023) | Assemblea de Setagaya (2019-2023)   | Assemblea de Setagaya (2019-2023) | Assemblea de Setagaya (2019-2023) |
| P: Yoshio Shimoyama (PLD)         | P: Yoshio Shimoyama (PLD)           | V: Nobuko Okamoto (KM)            | V: Nobuko Okamoto (KM)            |
| Grups polítics                    | Grups polítics                      | Grups polítics                    | Regidors                          |
| --------------------------------- | ----------------------------------- | --------------------------------- | --------------------------------- |
|                                   | Partit Liberal Democràtic           | PLD                               | 13 / 50                           |
|                                   | Kōmeitō                             | KMT                               | 8 / 50                            |
|                                   | Partit Democràtic Constitucional    | PDC                               | 7 / 50                            |
|                                   | Independents (2)-N110 (1)-Ishin (1) |                                   | 4 / 50                            |
|                                   | Partit Comunista del Japó           | PCJ                               | 3 / 50                            |
|                                   | Xarxa d'Habitants de Tòquio         | NET                               | 3 / 50                            |
|                                   | Vent Nou-Vent de Setagaya           | 新風・せたがやの風                | 2 / 50                            |
|                                   | Reducció d'Impostos Setagaya        | 減税せたがや                      | 1 / 50                            |
|                                   | Rainbow Setagaya                    | レインボー世田谷                  | 1 / 50                            |
|                                   | Independents de Setagaya            | 世田谷無所属                      | 1 / 50                            |
|                                   | Nova Setagaya                       | Setagayaあらた                    | 1 / 50                            |
|                                   | Els Toquiòtes Primer                | ET1                               | 1 / 50                            |
|                                   | Setagaya Ciutat Internacional       | 国際都市せたがや                  | 1 / 50                            |
|                                   | Grup Protector del Veïnat           | 区民を守る会                      | 1 / 50                            |
|                                   | Independents                        | Ind                               | 1 / 50                            |

## Demografia
| 1920    | 1930    | 1940    | 1950    | 1960    | 1970    | 1980    |
| ------- | ------- | ------- | ------- | ------- | ------- | ------- |
| 39.952  | 149.323 | 281.804 | 408.226 | 653.210 | 787.338 | 797.292 |
| 1990    | 2000    | 2010    | 2020    | 2030    | 2040    | 2050    |
| 789.051 | 814.901 | 878.056 | 939.099 | -       | -       | -       |

## Transport

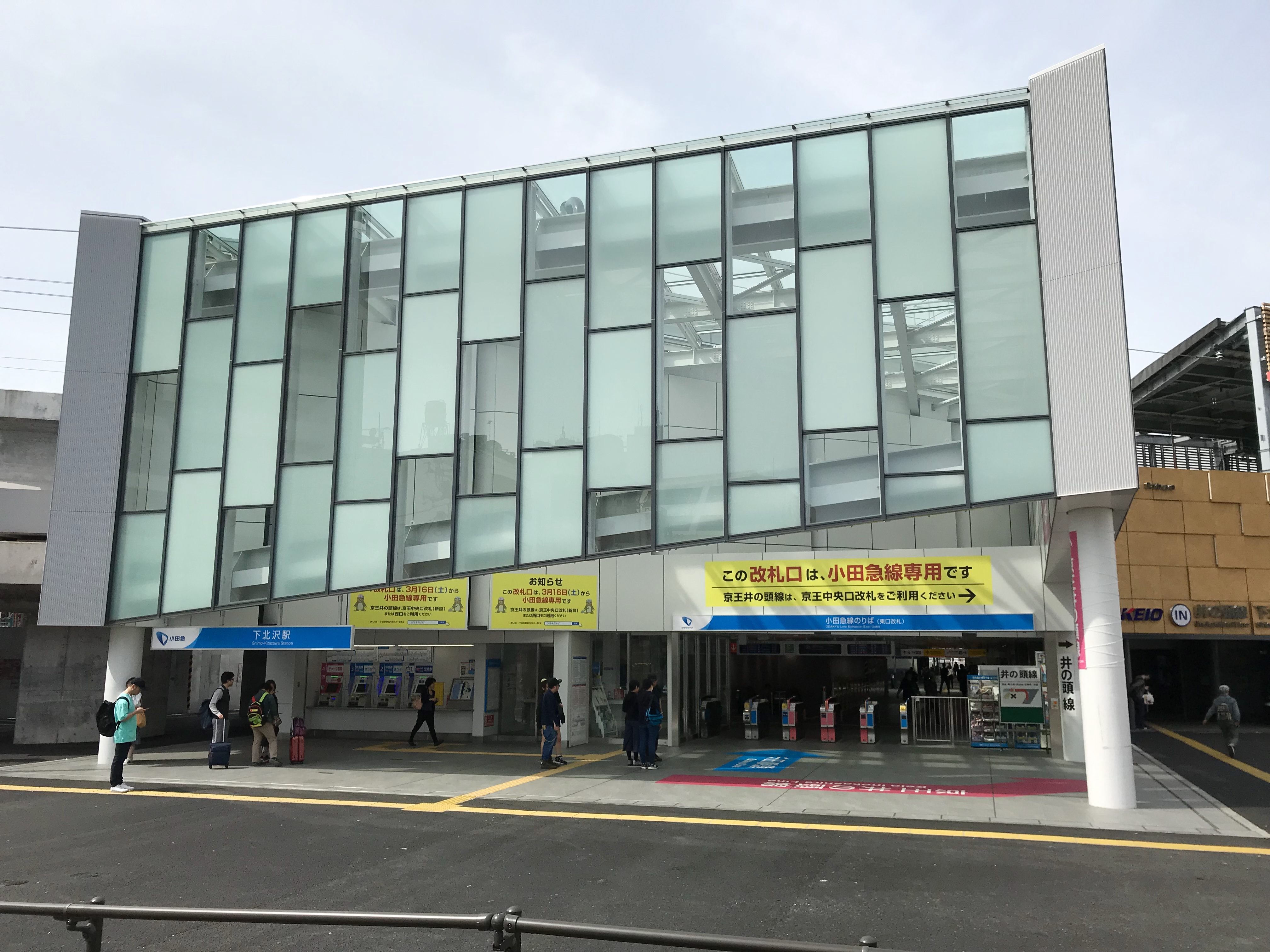
Estació de Shimo-Kitazawa

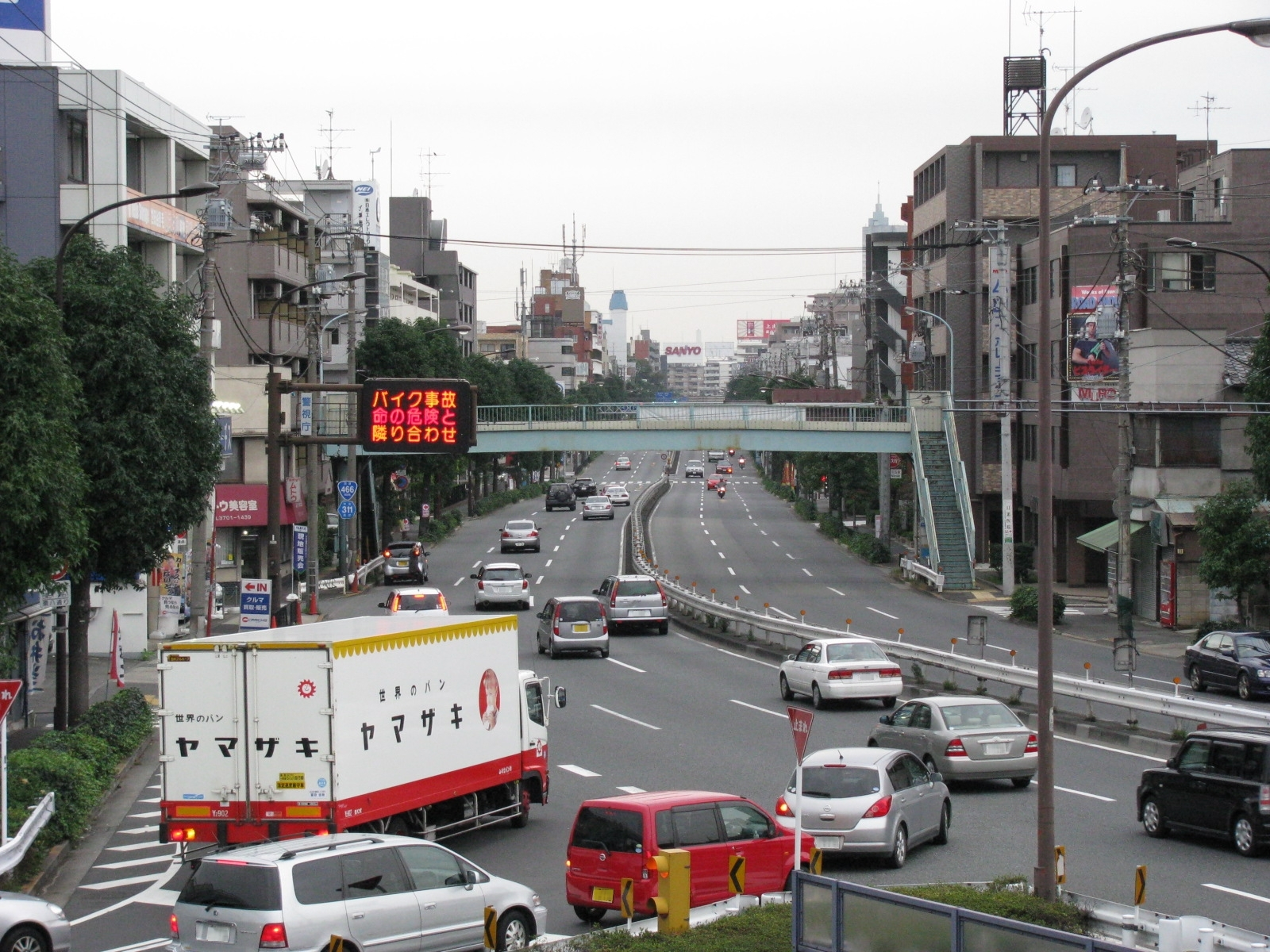
N-466 a Setagaya

### Ferrocarril
- Ferrocarril Elèctric de Tòquio-Hachiōji (Keiō)
  - Daitabashi - Miedaimae - Shimo-Takaido - Sakurajōsui - Kami-Kitazawa - Roka-kōen - Chitose-Karasuyama - Ikenoue - Shimo-Kitazawa - Shindaita - Higashi-Matsubara
- Ferrocarril Elèctric Exprés de Tòquio (Tōkyū)
  - Sangenjaya - Nishi-Taishidō - Wakabayashi - Shōin-jinjamae - Setagaya - Kamimachi - Miyanosaka - Yamashita - Matsubara - Shimo-Takaido - Ikejiri-Ōhashi - Komazawa-Daigaku - Sakura-shinmachi - Yōga - Futako-Tamagawa - Kuhonbutsu - Oyamadai - Todoroki - Kaminoge - Okusawa
- Ferrocarril Elèctric Exprés d'Odawara (Odakyū)
  - Higashi-Kitazawa - Shimo-Kitazawa - Setagaya-Daita - Umegaoka - Gōtokuji - Kyōdō - Chitose-Funabashi - Soshigaya-Ōkura - Seijōgakuen-mae - Kitami

### Carretera
- Autopista de Tòquio-Nagoya (Tōmei) - Autopista Central (Chūō) - Autopista Metropolitana (Shuto)
- N-20 - N-246 - N-266
- TK/KN-3 - TK-11 - TK-117 - TK-118 - TK-311 - TK-312 - TK-318 - TK-413 - TK-416 - TK-420 - TK-423 - TK-426 - TK-427 - TK-428

## Agermanaments
- Winnipeg, Manitoba, Canadà. (5 d'octubre de 1970)
- Döbling, Viena, Àustria. (8 de maig de 1985)
- Bunbury, Austràlia Occidental, Austràlia. (10 de novembre de 1992)
- Kawaba, prefectura de Gunma, Japó.